# Csíkos kéregjáró
A csíkos kéregjáró vagy bibirke (Mniotilta varia) a madarak osztályának verébalakúak (Passeriformes) rendjébe és az újvilági poszátafélék (Parulidae) családjába tartozó Mniotilta nem egyetlen faja.

## Előfordulása
A Észak-Amerikában fészkel, telelni Közép-Amerikán és a Karib-térségen keresztül Dél-Amerika északi részéig vonul. A természetes élőhelye erdők és bokrosok.

## Megjelenése
Átlagos testhossza 13 centiméter, szárnyfesztávolsága 18-22 centiméter, testtömege 9-15 gramm. Tollazata fekete és fehér csíkos.
|  |  |

## Életmódja
Fák törzsén és ágain keresgéli rovarokból álló táplálékát.

## Külső hivatkozások
- Képek az interneten a fajról[halott link]
- Ibc.lynxeds.com - videók a fajról